# Андреас Лібавій
Андреас Лібавій (лат. Andreas Libavius, близько 1555, Галле — 25 липня 1616, Кобург) — німецький лікар і хімік. У підручнику «Алхімія» (1597) систематично виклав практичні відомості з хімії свого часу. Був послідовником Парацельса, однак виступав проти крайностей його вчення.

## Біографія
Лібавіус народився близько 1555 року у Галле. Його нелатінізоване ім'я було Андреас Лібау. Про батька Андреаса, Йогана Лібау, відомо, що він був бідним ткачем, який у пошуках роботи переїхав з Гарцу до Галле. Андреас закінчив школу у Галле і 1578 року вступив до Віттенберзького університету, а чере рік, у 1579-му, став студентом Єнського університету, де вивчав філософію, історію і медицину. 1581 року отримав ступінь магістра мистецтв.
Після завершення навчання протягом 1581—1586 років був викладачем у Ільменау, потім переїхав до Кобургу. У 1588 році вступив до Базельського університету, по завершенні якого отримав звання доктора медицини. Незабаром після цього він став професором історії і поезії в Єнському університеті. Разом з тим він відвідував медичні диспути.
У 1591 році він став лікарем у Ротенбурзі і, рік по тому, став наглядачем шкіл. У 1606 році був запрошений на посаду директора гімназії в Кобурзі. В Кобурзі Лібавіус жив з 1607 року до своєї смерті в 1617 році.
У Лібавіуса було двоє синів — Міхаель і Андреас та дві доньки, з яких відоме ім'я лише однієї — Сусанни.

## Філософські погляди
Лібавій був переконаним лютеранином і був рішуче налаштований проти католиків і кальвіністів.
Він вірив у можливість існування панацеї, але піддавав сумніву заяви алхіміків, які стверджували, що здобули панацею, тому, що ці алхіміки відмовлялися розкривати свої формули. Він вважав, що той, хто зумів створити панацею зобов'язаний був навчити процесу її одержання багатьох інших людей, наскільки це можливо, з тим щоб вона могла принести користь людству.

## Твори

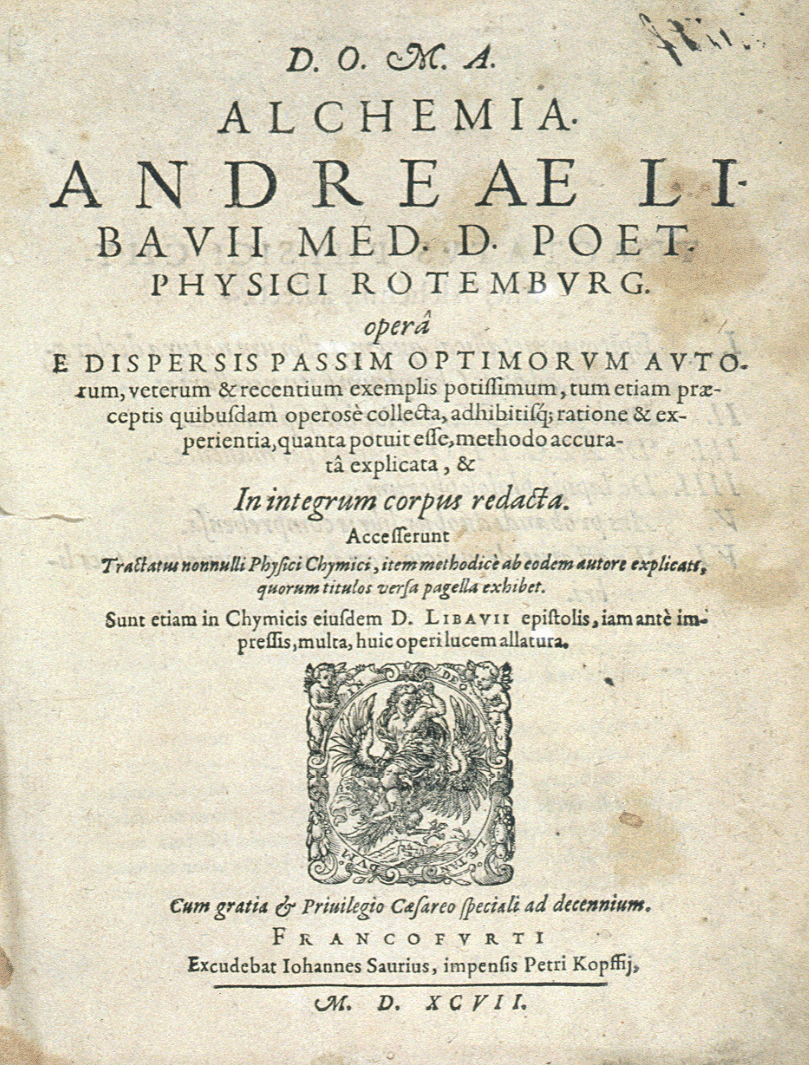
Титульна сторінка «Алхімії» Андреа Лібавія.

У період між 1591 і 1616 роками Лібавій написав понад 40 праць у царині логіки, теології, фізики, медицини, хімії, фармації і поезії. Він брав активну участь у полеміках, особливо пов'язаних з питаннями алхімії і хімії і багато його писань викликали дискусії.
Будучи переконаним лютеранином, Лібавій в своїх богословських трактатах, які він писав під псевдонімом Basilius de Varna, він критикував католицизм, зокрема, орден єзуїтів, а потім і кальвінізм. Критику католицизму й кальвінізму також можна побачити в деяких з його небогословских працях.
У 1597 році у Франкфурті Андреас Лібавіус видав книжку «Алхімія», що стала першим систематичним підручником хімії. Вона була найбільш читаємим алхімічним твором наприкінці 16 — початку 17 століть. Книжка була відмінним практичним підручником в тому розумінні, що автор описав в ній всі відомі хімічні операції в стислій і зрозумілій формі, що абсолютно відрізняється від нескла́дних, пишномовних і неясних через багатослівність праць Парацельса та інших авторів.
Лібавіус також є автором праць з медицини. Між 1599 і 1601 роками він написав «Singularia», чотирьохтомну збірку лекцій з природничих наук, що включала матеріали з медицини. У 1610 році він опублікував одну з перших німецьких медичних праць під назвою «Tractatus Medicus Physicus unnd Historia, Deß fürtrefflichen Casimirianischen SawerBrunnen, unter Libenstein, nicht fern von Schmalkalden gelegen».
Крім того, Лібавіус є автором таких творів:
- Quaestionum physicarum — 1591
- Dialectica — 1593
- Neoparacelsica — 1594
- Tractatus duo physici — 1594
- Exercitiorum logicorum liber — 1595
- Dialogus logicus — 1595
- Antigramania — 1595
- Gegenbericht von der Panacea Amwaldina, auff Georg vom Waldt davon aussgegangenen Bericht — 1595
- Singularium pars prima … pars secunda — 1595
- Neoparacelsica,

Tractatus duo physici,
Gegenbericht von der Panacea Amwaldina,
Panacea Amwaldina victa — 1595—1596
- Tetraemerum — 1596
- Commentationum metallicorum libri  — 1597
- Variarum controversarium libri duo — 1601
- Analysis dialéctica colloquii Ratisbonensis — 1602
- Poemata epica, lyrica, et elegica — 1602
- Alchymistische Practic — 1603 (Електрона версія)
- Gretserus triumphatus — 1604
- Praxis alchymiae — 1604
- Alchymia triumphans — 1607
- Pharmacopea — 1607
- Syntagma selectorum — 1611
- Syntagma arcanorum — 1613
- Syntagmatis arcanorum chymicorum  — 1613
- Examen philosophiae novae — 1615
- Analysis confessionis Fraternitatis de Rosae Cruce — 1615
- Wolmeinendes Bedencken / Von der Fama, und Confession der Brüderschaft deß Rosen Creutzes — 1616

## Виноски
1. ↑  Richard S. Westfall. Libavius [Libau], Andreas. Department of History and Philosophy of Science, Indiana University. Архів оригіналу за 11 серпня 2004. Процитовано жовтень 2016. [Архівовано 2004-06-11 у Wayback Machine.] (англ.)
2. ↑  Benbow, Peter K. (2009). «Theory and Action in the Works of Andreas Libavius and Other Alchemists». Annals of Science. 66 (1): 135—139. doi:10.1080/00033790802136421 (англ.)
3. ↑  «Libavius (or Libau), Andreas.» Complete Dictionary of Scientific Biography. 2008. Encyclopedia.com. (англ.)
4. ↑  From Alchemy to Chemistry: Five Hundred Years of Rare and Interesting Books. University of Illinois at Urbana-Champaign. Архів оригіналу за 19 січня 2017. Процитовано жовтень 2016. (англ.)